# Eto Mori
Eto Mori (?, 森絵都, Mori Eto; Tokyo, 2 aprile 1968) è una scrittrice giapponese di narrativa per giovani.

## Biografia
Eto Mori è nata il 2 aprile 1968 a Tokyo, dove vive e lavora.
Laureata al Japan Education College of Juvenile Literature e all'Università di Waseda, ha esordito nel 1990 con il romanzo per ragazzi Rizumu con il quale ha ottenuto il Kodansha Juvenile Literature Prize for New Writers.  
Autrice di numerosi romanzi, anime e libri illustrati, ha ottenuto il Premio Naoki nel 2006 con Kaze ni maiagaru biniru shito.  
Il suo romanzo Colorful del 1998 è stato trasposto in pellicola nel 2010 vincendo la menzione speciale e il premio del pubblico al Festival internazionale del film d'animazione di Annecy del 2011.

## Opere principali

### Romanzi e Anime
- Rizumu (1990)
- Goldfish (1991)
- Uchû no minashigo (1994)
- Almond iri chocolate no waltz (1996)
- Colorful (1998)
- Tsuki no fune (1998)
- Short trip (2000)
- Dive!! (2000-2002)
- Eien no deguchi (2003)
- Kanojo no Aria (2003)
- Itsuka parasoru no shita de (2005)
- Kaze ni maiagaru bīniro shīto (2006)
- Ran (2008)
- Kakû no tama wo ou (2009)
- Kono onna (2011)
- Ikoku no ojîsan wo tomonau (2011)
- Kibun jôjô (2012)
- Ryôshi no koibito (2013)
- Classmate (2014)
- Mikazuki (2016)

### Saggi
- Ichibanme no negai-goto (1993)
- Yaku-shima jûsô (2006)
- Kimi to issho ni ikiyou (2009)
- Oide, issho ni ikou (2012)

### Libri illustrati
- Nagare-boshi no onegai (1995)
- Ninki mononohon (1998-2001)
- Aiueo-chan (2001)
- Boku dake no koto (2003)
- Odoru katsuobushi (2011)
- Oni taiji (2012)
- Botan (2013)
- Rokugatsu no ohanashi - Ame ga shikushiku, futta hi ha (2013)
- Kibô no makiba (2014)
- Choco tarô (2016)

## Cinema

### Adattamenti cinematografici
- Colorful (Karafuru), regia di Keiichi Hara (2010)
- Homestay, regia di Parkpoom Wongpoom (2018)

### Sceneggiature
- Black Jack - La sindrome di Moira (Burakku Jakku gekijōban), regia di Osamu Dezaki (1996)

## Premi e riconoscimenti
- Premio letterario Noma: 1998 vincitrice nella categoria "Letteratura per ragazzi" con Tsuki no fune[6]
- Sankei Children's Book Award: 1999 vincitrice con Colorful
- Premio Naoki: 2006 vincitrice con Kaze ni maiagaru biniru shito